# اندنه می‌یم
اندنه می‌یم (فرانسوی: Endéné Miyem‎؛ زادهٔ ۱۵ مهٔ ۱۹۸۸) بازیکن بسکتبال اهل فرانسه است.
وی در مسابقات کشوری و بین‌المللی در مجموع برندهٔ ۱ مدال طلا، ۵ مدال نقره، ۱ مدال برنز شده‌است.